# Ashish Rai
Ashish Rai (sinh ngày 2 tháng 2 năm 1999) là một cầu thủ bóng đá người Ấn Độ thi đấu ở vị trí hậu vệ cho Indian Arrows ở I-League.

## Sự nghiệp
Rai bắt đầu sự nghiệp with the Pune F.C. Academy before it was converted into the FC Pune City Academy. Vào tháng 11 năm 2017, Rai được lựa chọn thi đấu cho Indian Arrows, một đội bóng của All India Football Federation bao gồm các cầu thủ U-20 Ấn Độ để họ có thời gian chơi bóng. Anh có màn ra mắt cho đội bóng ngày 26 tháng 12 năm 2017 trước Shillong Lajong. Anh đá chính và thi đấu cả trận và Indian Arrows giành chiến thắng 3–0.

## Thống kê sự nghiệp
Tính đến 27 tháng 2 năm 2018
| Câu lạc bộ          | Mùa giải            | Giải vô địch        | Giải vô địch | Giải vô địch | Cúp     | Cúp       | Châu lục | Châu lục  | Tổng    | Tổng      |
| Câu lạc bộ          | Mùa giải            | Hạng đấu            | Số trận      | Bàn thắng    | Số trận | Bàn thắng | Số trận  | Bàn thắng | Số trận | Bàn thắng |
| ------------------- | ------------------- | ------------------- | ------------ | ------------ | ------- | --------- | -------- | --------- | ------- | --------- |
| Indian Arrows       | 2017–18             | I-League            | 9            | 0            | 0       | 0         | —        | —         | 9       | 0         |
| Tổng cộng sự nghiệp | Tổng cộng sự nghiệp | Tổng cộng sự nghiệp | 9            | 0            | 0       | 0         | 0        | 0         | 9       | 0         |